# Paraglenurus pumilus
Paraglenurus pumilus är en insektsart som först beskrevs av C.-k. Yang 1997.  Paraglenurus pumilus ingår i släktet Paraglenurus och familjen myrlejonsländor. Inga underarter finns listade i Catalogue of Life.